# Mathieu d'Escouchy
Mathieu d'Escouchy (Le Quesnoy, Nord, 1420 – 1482) va ser un cronista picard durant les últimes etapes de la Guerra dels Cent Anys.
La seva Crònica era una continuació de la crònica d'Enguerrand de Monstrelet, amb manuscrits dels quals apareix com a tercer volum; va ser editat per G. du Fresne de Beaucourt, (3 vols., París, Societé de l'Histoire de France, 1863–64). Matthieu cobreix els anys 1444-61, des d'un punt de vista favorable a Borgonya, però amb un intent d'imparcialitat, tot i que estava al servei de Lluís XI, amb qui va lluitar en la batalla de Montlhéry (16 de juliol de 1465).), després del qual va ser ennoblit. Com la majoria dels homes alfabetitzats de la seva època, el van fascinar les gestes d'armes, els valents tornejos i la talla social dels homes (i d'algunes dones) que figuren a la seva crònica. El seu relat del Banquet du Voeu du Faisan, descriu la cerimoniosa festa celebrada a Lilla l'any 1454 per Philippe el Bo, duc de Borgonya, la cort del qual va establir els estàndards de l'elegant extravagància al segle XV.
Va ser nomenat Echevin i Prévôt de Péronne. Va caure en contra de la justícia, fins i tot va ser arrestat i torturat, però finalment va ser posat en llibertat.
En el cognom Escouchy alguns editors hi legeixen una variant del familiar nom senyorial Coucy .
Va descriure l'arribada de Maria de Güelders, núvia de Jaume II a Escòcia el 18 de juny de 1449. Va navegar des de Sluis i va desembarcar primer a l'illa de maig al Forth, fent un pelegrinatge a la capella de Sant Adrià el 18 de juny de 1449.